# Orgétorix
Orgétorix était le chef des Helvètes lorsque ceux-ci décidèrent, en 61 av. J.-C., de migrer d'Helvétie (Plateau suisse) vers la Saintonge (au sud-ouest de la Gaule). Il souhaitait, comme d'autres nobles gaulois, rétablir un pouvoir monarchique dans son pays. Pour réaliser ses projets, il fit alliance avec ses voisins, qui étaient mus par la même ambition, Casticos chez les Séquanes et Dumnorix chez les Éduens. Lorsque le plan fut mis au jour, Orgétorix fut arrêté. Il mourut peu après, probablement par suicide (60). Les Helvètes suivirent néanmoins le plan imaginé par Orgétorix. Ils se heurtèrent aux légions de Jules César en Gaule et durent rebrousser chemin (mars-juin 58 av. J.-C.). Dion Cassius ne parle pas du suicide d'Orgétorix mais indique qu'il mène les Helvètes lors de la migration de 58 av. J.-C..
Le projet de former une alliance entre Helvètes, Séquanes et Éduens, pour s'opposer à l'expansion romaine au-delà de la province de Gaule transalpine et aux incursions répétées des Germains sur la rive gauche du Rhin, visait à assurer l'indépendance des peuples gaulois. La migration des Helvètes provoqua la guerre des Gaules.

## Famille
Les indications de César permettent de dire qu'il avait au moins quatre enfants : une fille qu'il a mariée à Dumnorix, une seconde fille et un fils capturés par les troupes de César lors de la bataille de Bibracte. L'expression utilisée pour décrire la capture de ce dernier suggère qu'il avait au moins un frère dont on ne sait rien. 
La capture du fils d'Orgétorix dans le camp helvète et non sur le champ de bataille peut indiquer qu'il n'était pas en âge de porter les armes. Il est donc susceptible d'avoir eu moins de quatorze ans lors de cet épisode.

## Autres personnalités du même nom
Le nom d'Orgétorix est également attesté à Meaux, la  gallo-romaine (Iantinon / Iatinum) en relation avec la construction d'un théâtre, et à Jublains (Noviodunum), où un autre Orgétorix a également offert à sa cité, à la même époque, un théâtre. Les deniers éduens à légende[Quoi ?] ATPILI.F / ORCETIRIX, COIOS / ORCIITIRIX et EDVIS ORGETIRIX suggèrent également la présence d'un quasi-homonyme chez les Éduens.

## Étymologie
Du gaulois ORGETOS tueur, et RIX chef, roi; autrement dit "roi des tueurs" ou alors "tueur de chefs"

## Sources
- Jules César, , I, 2-4
- Yves Gerhard explique le contexte historique et propose un parallèle avec le triumvirat de César-Pompée-Crassus : voir

Orgetorix
- J.-P. Laporte, Meaux gallo-romain : Iantinum